# Alverca da Beira
Alverca da Beira ist ein Ort und eine ehemalige Gemeinde (Freguesia) im portugiesischen Kreis Pinhel. Die Gemeinde hatte 465 Einwohner (Stand 30. Juni 2011).
Am 29. September 2013 wurden die Gemeinden Alverca da Beira und Bouça Cova zur neuen Gemeinde Alverca da Beira/Bouça Cova zusammengeschlossen. Alverca da Beira ist Sitz dieser neu gebildeten Gemeinde.